# Abergement-lès-Thésy
Abergement-lès-Thésy település Franciaországban, Jura megyében. Lakosainak száma 50 fő (2022. január 1.). Abergement-lès-Thésy Cernans, Lemuy, Salins-les-Bains és Thésy községekkel határos.

## Népesség
A település népességének változása:
| Lakosok száma | 63   | 58   | 52   | 58   | 65   | 63   | 60   | 53   | 53   | 50   |
|               | 1968 | 1982 | 1990 | 2006 | 2013 | 2015 | 2017 | 2019 | 2020 | 2022 |